# 太寧 (東晋)
太寧（たいねい）は、東晋の明帝司馬紹の治世に行われた元号。323年 - 326年。

## 出来事
- 太寧元年
  - 3月1日：「太寧」と改元。
- 太寧2年
  - 7月7日：郗鑒が車騎将軍・都督青兗二州諸軍事となり北府軍を領す。
  - 7月27日：王敦の乱が平定される。
  - 10月：王導が太保・領司徒・太宰となる。
- 太寧3年
  - 閏8月25日：明帝崩御。成帝司馬衍が当年5歳で即位。
  - 9月11日：王導・庾亮が共に輔政に当たる。
- 太寧4年
  - 2月27日：「咸和」と改元。

## 西暦・干支との対照表
| 太寧 | 元年  | 2年   | 3年   | 4年   |
| 西暦 | 323年 | 324年 | 325年 | 326年 |
| 干支 | 癸未  | 甲申  | 乙酉  | 丙戌  |

## 他元号との対照表
| 太寧 | 元年   | 2年    | 3年    | 4年    |
| 前趙 | 光初6  | 光初7  | 光初8  | 光初9  |
| 成漢 | 玉衡13 | 玉衡14 | 玉衡15 | 玉衡16 |
| 前涼 | 建興11 | 建興12 | 建興13 | 建興14 |